# 差干河
差干河，又称仁居河，位于中华人民共和国广东省平远县北部，是石窟河右岸支流，发源于平远县仁居镇古丁村牛古栋，蜿蜒向东南流过黄畲村后转东北流，经仁居镇治，过差干镇治后转东南流，于泗水镇河子口汇入石窟河。河长71千米，河床平均比降3.4‰，流域面积590平方千米。